# Naoji Ito
Naoji Ito (伊藤 直司, Ito Naoji, Mie, 1 juli 1959) is een Japans voormalig voetballer die als middenvelder speelde.

## Clubcarrière
In 1975 ging Ito naar de Yokkaichi Chuo Technical High School, waar hij in het schoolteam voetbalde. Nadat hij in 1978 afstudeerde, ging Ito spelen voor Honda. Hij tekende in 1988 bij PJM Futures. Ito beëindigde zijn spelersloopbaan in 1993.

## Japans voetbalelftal
Naoji Ito debuteerde in 1981 in het Japans nationaal elftal en speelde 1 interland.

## Statistieken
| Japans voetbalelftal | Japans voetbalelftal | Japans voetbalelftal |
| Jaar                 | Wed.                 | Dlp.                 |
| -------------------- | -------------------- | -------------------- |
| 1981                 | 1                    | 0                    |
| Totaal               | 1                    | 0                    |